# Lucyna Olejniczak
Lucyna Olejniczak(ur. 27 maja 1950 w Krakowie) – polska pisarka specjalizująca się w literaturze obyczajowej i historycznej.  Zadebiutowała książką „Wypadek na ulicy Starowiślnej” wydaną w Wydawnictwie Replika. Autorka sagi „Kobiety z ulicy Grodzkiej” wydawnictwa Prószyński Media. Członkini Unii Literackiej.

## Życie prywatne
Urodziła się 27 maja 1950 w Krakowie. Z zawodu technik analityki medycznej, ukończyła Medyczne Studium Zawodowe w Krakowie. Była pracownikiem Katedry Farmakologii Uniwersytetu Jagiellońskiego.  Jej synem jest Tomasz Olejniczak pisarz literatury fantastycznej wydający pod pseudonimem Jewgienij T. Olejniczak.

## Twórczość

### Powieści
- Wypadek na ulicy Starowiślnej, 2007, Wydawnictwo Replika[5]
- Dagerotyp. Tajemnica Chopina, 2010, Wydawnictwo Aurum Press[8]
- Jestem blisko, 2012, Prószyński Media[9]
- Opiekunka, czyli Ameryka widziana z fotela, 2013, Wydawnictwo Czarno na białym[10]
- Księżniczka, Warszawa 2019, Prószyński Media[11]

### Seria Kobiety z ulicy Grodzkiej
- Hanka, Warszawa 2015, Prószyński Media[12]
- Wiktoria, Warszawa 2015, Prószyński Media[13]
- Matylda, Warszawa 2016, Prószyński Media[14]
- Weronika, Warszawa 2017, Prószyński Media[15]
- Emilia, Warszawa 2018, Prószyński Media[16]
- Aleksandra, Warszawa 2019, Prószyński Media[17]

### Seria Apteka pod Złotym Moździerzem
- Obca, Warszawa 2020, Prószyński Media[18]
- Dziedzictwo, Warszawa 2021, Prószyński Media[19]

### Saga Średniowieczna
- Lilie Królowej. Siostry, Warszawa 2022, Prószyński Media[20]
- Lilie Królowej. Wiedźmy, Warszawa 2022, Prószyński Media[21]
- Lilie Królowej. Matki, Warszawa 2023, Prószyński Media[22]
- Lilie Królowej. Wilczyce, Warszawa 2024, Prószyński Media[23]

### Seria Pani na wrzosowisku
- Preludium, Warszawa 2024, Prószyński Media[24]

### Udział w antologiach
- Zatrute Pióra, 2012 Wydawnictwo Replika[25]
- Tarnowskie Góry. Romantycznie, 2022, Almaz[26]